# 竹村与右衛門
竹村 与右衛門（たけむら よえもん、文久元年12月29日（1862年1月28日）- 1938年（昭和13年）9月11日）は、明治から大正時代の政治家、実業家。貴族院多額納税者議員。位階勲等は従六位勲三等。

## 経歴・人物

### 生い立ち
文久元年12月29日(1862年1月28日)、竹村与左右の長男として高知城下菜園場（現・高知市菜園場町）に生まれ、1883年（明治16年）12月に家督を相続する。生家は豪商で屋号を木屋と称し、砂糖卸・金物・廻船業者を営んだ。

### 居合の継承に貢献

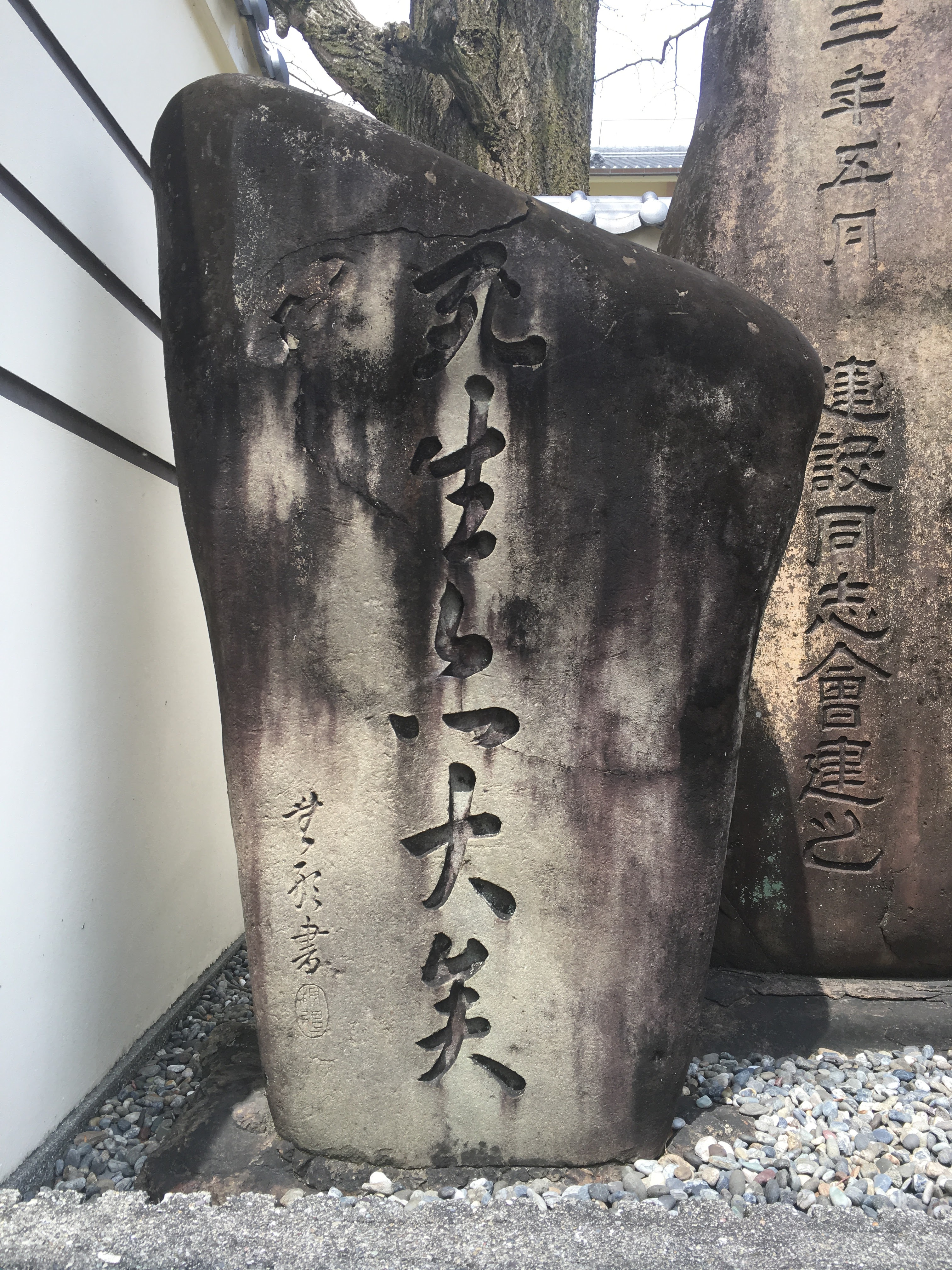
死生亦大矣碑（板垣退助揮毫）
無双直伝英信流居合術継承のため道場建設に尽力した板垣退助の功績を讃え後世忘却することの無いよう建てられた石碑
（高知・高野寺）

1893年（明治26年）、無双直伝英信流第15代宗家・谷村亀之丞自雄の親族である板垣退助が帰高し、高知市材木町の「武学館」で、長谷川英信流居合術と松嶋流棒術の由来と功績を述べ、これらの武術を後世に継承させるために、適切な師範と道場が必要であるとして、居合は谷村亀之丞自雄のもとで学んだ五藤孫兵衛正亮、棒術は新市町の横田七次が教導役に推挙されたが、竹村は板垣退助に懇請され、菜園場の自邸の敷地の一角に道場を建設し、これら武術の振興に協力した。これが起点となって、今日まで長谷川英信流居合まで流脈が途切れず保たれることになった。

### その他役職
土佐セメント・土佐度量衡製作各監査役、土佐商工連合会顧問などを務め、1900年（明治33年）高知市会議員に当選したのを皮切りに、所得税調査委員、市参事会員、徴兵参事会委員、破産管財人などを経て、1911年（明治44年）9月29日高知県多額納税者として貴族院多額納税者議員に当選する。1918年（大正7年）9月29日再選され、1925年（大正14年）9月28日まで連続2期在任した。ほか、移民代理店の経営や高陽銀行の重役などを務めた。米騒動の直前には500円を寄付した。

### 移民事業
1900年代には、海外へ移民を送り出す竹村殖民商館（竹村殖民商会）を設立した。1909年には、前年にブラジル初の日本人移民を送り込んだ皇国殖民会社に代わって竹村殖民商館が第2回めのブラジル移民を手がけ、1300人の日本人農民を送った。大正時代の日本のブラジル移民事業は竹村與右衛門が主導した。

## 栄典
位階
- 従六位 - 昭和13年

勲章等
- 勲四等 - 大正5年4月1日
- 勲三等瑞宝章 - 大正13年6月3日

## 親族
- 岳父：吉本菊馬（土佐貯蓄銀行・四国銀行各監査役）[2][6][10]
- 二女：義（岐阜県警察部長・濱田虎太郎に嫁ぐ）[2][6][11]